# Peperomia pilosa
Peperomia pilosa är en pepparväxtart som beskrevs av Ruiz & Pav.. Peperomia pilosa ingår i släktet peperomior, och familjen pepparväxter. Inga underarter finns listade i Catalogue of Life.